# Zviad Endeladze
Zvjad Endeladze (Adigeni, 7 aprile 1966) è un ex calciatore georgiano, fino al 1991 sovietico.
Ha militato nella squadra georgiana del Margveti dove nella stagione 1995-1996 ha segnato 40 gol. Si è ritirato nel 2006.
Nel 1996 è risultato il più prolifico attaccante del suo campionato e d'europa, raggiungendo le 40 marcature. Questo risultato gli sarebbe valso la Scarpa d'oro ma il premio era stato sospeso nel 1991.